# Orthostigma tropicale
Orthostigma tropicale är en stekelart som beskrevs av Robert A.Wharton 2002. Orthostigma tropicale ingår i släktet Orthostigma och familjen bracksteklar. Inga underarter finns listade i Catalogue of Life.